# Vihiga
Vihiga är huvudort i distriktet Vihiga i Västprovinsen i Kenya. Centralorten hade 36 398 invånare vid folkräkningen 2009, hela kommunen 118 696 invånare.